# 芭贝特·彼得
芭贝特·彼得（德語：Babett Peter，1988年5月12日—）是前德国職業女子足球运动员，司职后卫，曾於2014年至2019年期間效力于德国女子足球甲级联赛球队沃尔夫斯堡及自2006年起至2018年代表德国国家女子足球队出场。

## 足球生涯

### 俱乐部
彼得从小学时期便开始在运动场上踢足球。9岁时，她的父母为她报读了奥沙茨足球竞赛俱乐部（FSV Oschatz）。在转会至莱比锡火车头之后，她开始代表国家青年队出场。在2005-06赛季的冬歇期，彼得进一步转会至德甲球队波茨坦涡轮。2007年9月12日，她被授予象征年度最佳新秀的弗里茨·瓦尔特奖金奖。2007年10月7日，彼得在对阵埃森的比赛中通过主罚点球射入其首个德甲入球。效力涡轮期间，她随队共夺得五次德国足球冠军、一次德国足协杯冠军和三次德国足协室内杯冠军。而她在涡轮所取得的最大成就是在2010年加冕欧洲女子冠军联赛冠军。至2012-13赛季，彼得转会至德甲竞争对手法兰克福一女。自2014-15赛季起，她又进而加盟VfL沃尔夫斯堡，并与与这支下萨克森球队签订了一份期至2017年届满的合同。

### 国家队
2005年，彼得随德国U19青年队在2005年U-19欧锦赛中不敌俄罗斯，止步半决赛。她的成年组国家队首秀是在2006年3月9日对阵芬兰的比赛中完成。在国家队生涯的早期，她还获得了的绰号。在2007年世界杯，彼得随德国队在上海夺得世界冠军，但她在赛事期间没有获得出场机会。一年后，她又随队摘得了奥运会铜牌。至2009年，她再随队夺得欧锦赛冠军。彼得的首个国际比赛入球是在2010年3月1日对阵中国的阿尔加夫杯比赛中射入。此役她甚至在比吉特·普林茨被替换下场后接任德国队的场上队长。2011年，彼得也是德国队征战本土世界杯的23人名单之一。而在2011年11月19日以创纪录的17比0大胜哈萨克斯坦的欧锦赛预选赛中，彼得首次上演帽子戏法。
2013年，彼得第二度入选德国队征战欧锦赛的名单，并参加了对阵苏格兰的首场热身赛。然而两天后，她却由于左脚受伤而不得不退出了欧锦赛的征程。2015年5月24日，彼得也获时任联邦主教练的西尔维娅·奈德选入参加2015年女子世界杯的最终23人大名单，并帮助德国队以第四名完赛。2016年，彼得又成为德国参加里约奥运会足球比赛的一员。她作为偶尔使用的替补球员，随队在决赛中以2比1战胜瑞典后赢得金牌。随着主力中卫萨斯齐娅·巴图西亚克和安妮克·克拉恩在奥运会后退出国家队，彼得得以在新帅施特菲·约内斯上任后的头两场比赛中与约瑟菲娜·亨宁搭档组成中卫防线，并在2016年9月20日对阵匈牙利的2017年欧锦赛预赛末轮中完成其第100场国际比赛出场。至2016年11月1日，她又随德国女队获颁银月桂叶勋章。

## 成就

### 俱乐部
- 欧洲女子冠军杯/冠军联赛冠军：2010年
- 德国足球冠军：2006年、2009年、2010年、2011年、2012年
- 德国足协杯（德语：DFB-Pokal (Frauen)）冠军：2006年、2014年、2015年、2016年
- 德国足协室内杯（德语：DFB-Hallenpokal der Frauen）冠军：2008年、2009年、2010年

### 国家队
- 夏季奥林匹克运动会足球比赛金牌：2016年；铜牌：2008年
- 國際足協女子世界盃冠军：2007年
- 欧洲女子足球锦标赛冠军：2009年（德语：Fußball-Europameisterschaft der Frauen 2009）
- 阿尔加夫杯冠军：2006年、2012年、2014年

### 个人荣誉
- 银月桂叶勋章：2016年[10]
- 弗里茨·瓦尔特奖：2007年（女子组金奖）

## 私人生活
彼得曾在2003年7月至2005年12月就读于莱比锡的体育高中，随后，又从2006年1月至2007年6月转学至波茨坦的体育高中，并在那里高中毕业。2007年10月上旬，彼得在位于威悉河畔宁堡的克劳塞维茨营（Clausewitzkaserne）完成了其作为联邦国防军体育兵的通用基本训练。自彼得于5岁时罹患貝爾氏麻痹症后，她便饱受面部神经肌肉衰弱的困扰。在15岁时，她接受了手术，这种情况得到了显著的好转。